# Ericabatrachus baleensis
Ericabatrachus baleensis là một loài ếch thuộc họ Petropedetidae. Chúng là đại diện duy nhất của chi Ericabatrachus và 100% bị đe dọa hoặc tuyệt chủng.. Chúng là loài đặc hữu của Ethiopia.
Môi trường sống tự nhiên của chúng là vùng núi ẩm nhiệt đới hoặc cận nhiệt đới và sông ngòi. Chúng hiện đang bị đe dọa vì mất môi trường sống.